# Talo Chárraga
Tarsicio Gustavo Chárraga Pineda (Ciudad de México, 24 de mayo), más conocido como Talo Chárraga, es maestro en diseño gráfico e Ilustración, licenciado en comunicación , músico, compositor, comunicólogo, artista visual, Ilustrador, docente, tarotista y especialista en filosofía hermética. Destacado por ser el fundador y bajista de la banda mexicana de Ultimatum
.

## Biografía
Obtuvo el grado de maestría en Diseño Gráfico e Ilustración en el Centro Universitario de Mercadotecnia y Publicidad CUMP (2014) y la licenciatura en comunicación en la  Universidad Nacional Autónoma de México (UNAM)  FES Acatlán (1986), tiene un diplomado en Desarrollo e Innovación para la Práctica Docente por el Tecnológico de Monterrey (2014) y otro en Historia del Arte por la UNAM (2015).  Premio nacional en tesis sobre el quehacer cinematográfico, por la investigación: Cesare Zavattini en México, un documento para la historia del cine nacional y mención especial en el Segundo Premio Nacional de Tesis, en Comunicación por parte del Consejo Nacional para la Enseñanza e Investigación en la Comunicación Colectiva (1988). 
Como periodista ha publicado diversos artículos e investigaciones para diferentes medios, tanto nacionales como extranjeros, como Quaderni del CSCI del Instituto Italiano de Cultura de Barcelona España  (2006). Ha sido comentarista, en el área cinematográfica, en la radio y la televisión mexicana, como el programa Cinemateca de TV UNAM, Fue guionista del comic Las aventuras de Chabelo en la década de los ochenta y a partir del 2014 ha sido productor, realizador y editor de videoclips, realizando diversos trabajos en el área de la comunicación audiovisual.  Incluyendo   fomentar la realización y proyección de cortometrajes en la Facultad de Estudios Superiores Acatlán, facultad donde imparte clases, desde 1988, labor que realiza cada año para darle a los jóvenes un canal de expresión cinematográfica.
Como docente, Talo Chárraga es profesor en algunas de las principales Universidades mexicanas, como  Universidad Nacional Autónoma de México (UNAM)  FES Acatlán, en donde ha estado asesorando diversos trabajos de investigación
, sobre todo en el área de la comunicación audiovisual. Dentro de sus reconocimientos, tiene la medalla al mérito universitario por parte de la UNAM, por más de 30 años de docencia ininterrumpidos.

## Músico
Es músico profesional, productor, arreglista, y compositor. Ha grabado varios discos tanto para compañías mexicanas como internacionales. como CBS. Tiene el reconocimiento por la Fonoteca Nacional  de haber sido uno de los primeros en haber realizado grabaciones de Heavy Metal en español en México. También es considerado Baluarte del rock Nacional por parte de la Enciclopedia del Rock Mexicano.
Su carrera musical inició en la década de los ochenta participando como guitarrista, bajista, arreglista   y compositor en varios proyectos como Equus, banda ganadora del tercer lugar en el segundo concurso de Rock Nacional el Rock en el Chopo (1982) realizado en el Museo Universitario del Chopo. En 1986 ganó el Cuarto Concurso Nacional Valores Juveniles Bacardí y Compañía con Ultimatum (banda mexicana), una de las bandas más importantes en los inicios del Heavy Metal Mexicano además de ser la precursora del movimiento de Rock en español. 
Con Ultimatum (banda mexicana), Talo apareció en importantes programas de la televisión mexicana como Siempre en domingo (programa de televisión mexicano) en donde, en la década de los setenta y ochenta, este tipo de música estaba vetado, dando la apertura a todo lo que sería la corriente de Rock en tu idioma.  
En 1987, con Ultimatum (banda mexicana), edita su primer disco bajo el sello de CBS hoy Sony Music, la mayor parte de las canciones fueron realizadas por Talo Chárraga en coautoría. En 1989 la banda produce su segundo disco No te Detengas con la marca independiente Área. Para finales de la década de los ochenta  Ultimatum (banda mexicana) realizando presentaciones prácticamente por toda la República Mexicana, alternado con bandas de renombre como Cheap Trick, además de ser una de las primeras bandas de rock en participar en la tradicional noche mexicana en la Ciudad de México, en el Zócalo, ante 150 mil personas.
En 1991 gana el concurso “No tengo tiempo de cambiar mi vida” organizado por el Consejo Nacional para la Cultura y las Artes (CONACULTA), junto con Rocío Cornelio, Adriana Ortega y Fernando Meave, con un arreglo a una composición de Rodrigo González “Rockdrigo”.
A mediados de los noventa se integra a Look.no sólo como músico sino también en la parte de la composición. Con esta banda se presenta en los escenarios más reconocidos de México como El Auditorio Nacional en donde tocó por tercera vez en 1997, abriéndole a la reconocida banda mexicana Maná (banda). Con este proyecto firma con la compañía Televisa por dos años, sin embargo, por diferencias con la empresa no llega a concretarse ninguna producción discográfica.
A partir del 2000 Talo Chárraga junto con Carlos Borunda, Alejandro de la Rosa y Alejandro García realiza un nuevo proyecto: Gatomadre, grabando para la compañía argentina Sum Records la primera y única producción de esta banda “Hambre”.
Talo ha participado en diversos espectáculos culturales, entre ellos la composición colectiva de la música para la obra Teatral “En el País de la Miseria” de Saúl Hernández (El Charro Morado) (2009) y como músico de sesión de diversos artistas, como el guitarrista argentino Carlos Alberto García López "El Negro García López", (artista reconocido por trabajar con Charly García) y la cantante española Sandra Rod en un homenaje a la mujer blusera. 
Del 2010 al 2014, Chárraga, estuvo colaborando con el guitarrista blusero argentino Ángel D’ Mayo, en la Ángel D’ mayo Blues Band con quien tocó al lado de artistas internacionales, como Toronzo Cannon y Vino Louden Blues Band, con todos los miembros de la agrupación de Koko Taylor.  Al lado de Ángel, Talo tocó en el Festival de Jazz y Blues Zacatecas 2010 con Sharon Lewis, más conocida como “Texas Fire”.  
En 2016 reúne a la mayoría de los integrantes originales de Ultimatum (banda mexicana), con motivo del relanzamiento del disco Ultimatum (1987) en CD, posteriormente grabaría el tercer disco de la banda llamado V3 para la compañía Sade Records, que sale a la venta en el año 2020, en plena pandemia. En la actualidad Talo Chárraga sigue activo realizando varios proyectos musicales entre ellos Ultimatum (banda mexicana), banda pionera del Heavy Metal en español.

## Tarot y Filosofía Hermética
A partir del año 2010 Talo se ha especializado en filosofía hermética y conocimiento espiritual.  Dando cursos de aprendizaje de lectura del Tarot, Tarots del mundo, la utilización del Tarot como instrumento terapéutico, Runas Vikingas y estudios sobre el I Ching. Ha dado diversas pláticas y conferencias para reconocidas instituciones académicas, así como lecturas y constelaciones personalizadas. En el 2017 se encargó de cuidar toda la simbología de la exposición Tarot Alquimia de lo sublime, gráfica de lo inconsciente, presentada en septiembre del 2018 en el Centro Cultural Nishizawa y posteriormente, en el Municipio de Atizapán de Zaragoza, a través de la Dirección de Cultura Arte y Recreación. El Maestro Talo también ha participado en distintos retiros y seminarios con el reconocido sanador espiritual suizo Pascal K´in Greub, perfeccionándose en diversos oráculos. 

## Vida personal
Talo Chárraga se acercó a las Bellas artes desde muy temprana edad; su padre, Tarsicio Chárraga, un fanático empedernido de la música clásica, le inculcó el gusto por autores como Beethoven, Chaikovski, Bach, Mozart y Vivaldi. Su madre, Soledad Pineda, una cinéfila declarada, lo llevaba de la mano a muestras fílmicas internacionales de manera frecuente. Por si esto fuera poco, la muchacha que ayudaba a su familia con las tareas del hogar, resultó ser una ferviente admiradora de Pedro Infante. Por todos estos motivos, Talo terminó por apreciar y disfrutar del cine mexicano e internacional y dedicarse a la música en especial al Rock. 
Años más tarde, al estudiar la carrera de Periodismo y Comunicación Colectiva en la UNAM, se dio cuenta de que el cine podía ser objeto de estudio y no sólo un medio de entretenimiento. Así, junto a su compañera Elvira Vera, realizó su tesis de licenciatura sobre el trabajo del escritor y teórico italiano. Cesare Zavattini en México sobre el Neorrealismo. Este trabajo le valdría el Premio al Quehacer Cinematográfico Nacional y determinaría su línea de trabajo en los años venideros. 

## Obra
Álbumes de estudio/LP
- Ultimatum - CBS Okeh (1987)
- No te Detengas - Área  (1989)
- Hambre - Sum Records (2000)
- V3 - Sade Records (2020)
- Ultimatum en vivo en Toluca 1987 - Cerbero 1666 Records - Rats Records (2023)
- Ultimatum en Directo 2022 - Cerbero 1666 Records - Rats Records (2023)
- No te Detengas Remasterizado - American Line (2024)

Recopilaciones
- Valores Juveniles 1986 - CBS (1986)
- Porque Somos de Metal - American Line (2021)
- Exhumando las Tumbas del Metal Mexicano - Rats Records (2022)

Tributos (álbumes musicales)
- "Por los Buenos Tiempos" - Gus Santana, (2011)

## Filmografía

### Videos (realizador y editor)
- Ultimátum México Llegaré por ti (1987) Rock of ages a la mexicana (2013)
- Abel, Vídeo oficial junto con Agnes Novelli, (2020)[19]
- El Manto de la Cobra, Vídeo oficial junto con Agnes Novelli, (2020)[20]

### Documentales, Participación
- Buscando el  Rock Mexicano, capsula 76 [21] (2012). Director Ricardo Rico.
- Historia Viva: El Metal mexicano (2018). Notimex TV Abraham Soster.
- Mujeres en el Heavy Metal Mexicano (2020). Central Algazara Diana Vázquez
- Porque Somos de Metal (2021). Luis B. Carranco

## Publicaciones (algunas)
- Cesare Zavattini en México. (Un documento para la historia del Cine Nacional). , en coautoría con Vera Soriano, FES Acatlán, 1985[1]
- Fernando Gamboa Cesare Zavattini en México, México en el arte. Revista trimestral. Instituto Nacional de Bellas Artes. Número 10. septiembre 1985. ISNN 0185-4569.
- La presencia del Neorrealismo en América Latina: Cesare Zavattini en México,  en coautoría con Vera Soriano, Quaderni del CSCI: Rivisti Annuale di Cinema Italiano. Número 2. Barcelona. 2006. ISNN 1885-1975.
- ¿Cuántos años resiste una soga? (Rope, Alfred Hitchcock). El Cine negro. Film Noir. , Ediciones El mito del Fenix. 2016. ISBN: 978-607-97262-3-2.
- El erotismo en el cine mexicano: de las tiples, pasando por las rumberas, al desnudo artístico, (1896- 1955). ,en coautoría con David Hernández, FES Acatlán. 2017.[22]
- Ray Liotta. Se fue un buen muchacho. Uno de los nuestros. , Gatomadre, Revista de literatura, 16 de junio 2022.[23]
- Talo Chárraga Reseña cinematográfica de Blonde, Gatomadre, Revista de literatura, 2 de noviembre 2022.[24]
- Haciéndole al cuento, 11 de mayo 2023[25]